# 胜利之后圣殿 (坎伯韦尔)
37°50′02″S 145°03′24″E / 37.8338°S 145.0566°E

胜利之后圣殿

胜利之后圣殿（Our Lady of Victories Basilica）是一座罗马天主教宗座圣殿，位于澳大利亚维多利亚州墨尔本郊区坎伯韦尔（Camberwell），罗曼式建筑风格，由建筑师奥古斯都·安德鲁·弗里奇设计 (1866 – 1933)，1918年建成。这是澳大利亚仅有的5座宗座圣殿之一。